# Belle-Île-en-Mer
Belle-Île-en-Mer (či jen Belle-Île) je francouzský ostrov v Biskajském zálivu při pobřeží Bretaně, od jejíhož vlastního území je vzdálen zhruba 25 km (leží 25 km jižně od Carnacu a 60 km západně od Pornichetu. Jeho rozloha činí 85,63 km2. Administrativně spadá do departementu Morbihan, arrondissementu Lorient a kantonu Belle-Île. Území kantonu Belle-Île a ostrova se vzájemně zcela kryjí. Žije zde přibližně 5 400 obyvatel. Největším městem a centrem ostrova je Le Palais. 